# Jacksonville (Misuri)
Jacksonville es una villa ubicada en el condado de Randolph en el estado estadounidense de Misuri. En el Censo de 2010 tenía una población de 151 habitantes y una densidad poblacional de 525,24 personas por km².

## Geografía
Jacksonville se encuentra ubicada en las coordenadas 39°35′16″N 92°28′23″O / 39.58778, -92.47306. Según la Oficina del Censo de los Estados Unidos, Jacksonville tiene una superficie total de 0.29 km², de la cual 0.29 km² corresponden a tierra firme y (0%) 0 km² es agua.

## Demografía
Según el censo de 2010, había 151 personas residiendo en Jacksonville. La densidad de población era de 525,24 hab./km². De los 151 habitantes, Jacksonville estaba compuesto por el 98.01% blancos, el 0.66% eran afroamericanos, el 0% eran amerindios, el 0% eran asiáticos, el 0% eran isleños del Pacífico, el 0% eran de otras razas y el 1.32% pertenecían a dos o más razas. Del total de la población el 1.99% eran hispanos o latinos de cualquier raza.